# Radio Eska
Радіо Еска (пол. Radio Eska) — найбільша польська мережа радіостанцій з центральним офісом у Варшаві. Входить до медіагрупи «Grupa Radiowa Time».

## Історія
«Радіо Еска» бере свій початок від познаньської радіостанції «Radio S», яка вперше вийшла в ефір 12 лютого 1991 року. Витоки радіостанції йдуть від таємного радіо «Солідарність», яке підпільно транслювалося у 1980-х роках. До 1998 року радіо «Еска» транслювалося лише у Варшаві, Познані та Вроцлаві. Спочатку ефірна програма мала музично-інформаційно-журналістський характер.
У 1993 році станції «Радіо Еска» взяв під свій контроль медіахолдинг «Grupa ZPR Media», який розпочав створення загальнонаціональної радіомережі на базі радіостанцій, які йому належали. Першим кроком у цьому напрямку було створення мережі «Super FM», що об'єднала кілька місцевих станцій. Телерадіокомпанії спочатку зберігали програмну незалежність і попередні назви, а співпраця обмежувалася головним чином трансляцією спільних інформаційних програм. У 1990-х роках радіо в основному транслювало більш легку рок-музику і поп-музику, а також програми з популярною диско-поло музикою в Польщі. У січні 2000 року станції, що здійснювали мовлення під назвою «Radio» S, перейменовані на «Radio Eska», що призвело до уніфікації назв станцій мережі.
Як радіомережа, «Еска» працює з 1998 року. Вона була створена на базі трьох радіостанцій, що здійснювали мовлення раніше, як Радіо Еска, і послідовно приймала місцеві станції, в яких було введено нову назву, загальний список відтворення та мережні програмні смуги.
Радіо «Еска» транслює програми, адресовані переважно аудиторії віком 15-34 роки. В ефірі можна почути новини з поп-року, R&B, поп, хіп-хопу і євроденс (клубна музика) — в основному танцювальна (epic house, вокальний транс), хауз (включаючи хард-хауз, електро-хауз) і транс.
Радіостанції «Еска» випускають в основному мережеві програми, що випускаються у Варшаві, доповнюючи її місцевими інформаційними, погодніми та дорожніми службами. Станції у Варшаві, Познані, Вроцлаві, Катовицях, Лодзі та Гданську також транслюють свої власні місцеві денні програми (15-18 годин). До 19 березня 2012 року це були ранкові програми, з 6:00 до 10:00.
У 2005—2011 роках мережа організувала серію літніх заходів з зірками музики — «Hity Na Czasie» (трансляція по TVP2 та на Радіо Еска), літнє шоу — «Eska Summer City», і передала музичні нагороди «Eska Music Awards» (TVP2, Eska TV та на Radio Eska).

## Мережа
Мережа радіостанцій Eska наразі включає 41 місцеву радіостанцію::
- Радіо Еска Белхатів — 89,4 MHz[10] (колишня Радіо Белхатув)[5]
- Радіо Еска Бескиди — 97 MHz[11] (штаб-квартира у Сосновці)
- Радіо Еска Білосток — 90,6 MHz[5][12]
- Радіо Еска Бранево — 100,7 MHz (plan[13])
- Радіо Еска Бидгощ — 94,4 MHz[14] (колишня Радіо Ель Бидґощ)[5]
- Радіо Еска Ельблонг — 94,1 MHz[15] (колишня Радіо Ель Ельблонг)[5][16]
- Радіо Еска Гожув — 93,8 MHz[17] (колишня Радіо GO FM)[18]
- Радіо Еска Грудзьондз — 90,6 MHz[19] (колишня Радіо Грудзьондз)[5]
- Радіо Еска Ілава — 89 MHz[20] (колишня Радіо Ілава)[5]
- Радіо Еска Острув-Велькопольський/Каліш (штаб-квартира в Оструві-Велькопольському)
  - Каліш — 101,1 MHz[21]
  - Острув-Велькопольський — 89,3 MHz[21]
- Радіо Еска Кельці — 103,3 MHz[22]
- Радіо Еска Кошалін (колишня Radio Północ)[5][23]
  - Кошалін — 95,9 MHz[24]
  - Колобжег — 107,2 MHz[24]
- Радіо Еска Краків — 97,7 MHz[25] (колишня Radio Blue FM Kraków)[26]
- Радіо Еска Красник — 92,8 MHz[27]
- Радіо Еска Лешно — 102 MHz[28]
- Радіо Еска Люблін — 103,6 MHz[29] (колишня Радіо Ритм)[5]
- Радіо Еска Ломжа — 88,8 MHz[30] (колишня Радіо Плюс Ломжа)[5]
- Радіо Еска Лодзь — 90,1 MHz[31] (колишня Радіо Мангеттен)[5][32]
- Радіо Еска Малопольща (штаб-квартира в Новому Сончі) (колишня Радіо Еска Бохня)[33]
  - Бохня — 106,8 MHz[34]
  - Новий Сонч — 106,8 MHz[34]
  - Закопане — 106,8 MHz[34][35]
- Радіо Еска Ольштин — 89,9 MHz[36]
- Радіо Еска Ополе — 90,8 MHz[37] (колишня Radio Fama)[5]
- Радіо Еска Остшешув — 96,9 MHz[38]
- Радіо Еска Піла — 105,6 MHz[39]
- Радіо Еска Плоцьк — 95,2 MHz[40] (колишня Радіо Пульс)[5]
- Радіо Еска Познань — 93 MHz[41] (Radio S Poznań)
- Радіо Еска Перемишль — 90,3 MHz[42] (колишня Radio HOT)[5]
- Радіо Еска Радом — 106,9 MHz[43] (колишня Радіо Радом)[5]
- Радіо Еска Ряшів (колишня Радіо Бещади)
  - Коросно — 104,9 MHz[44]
  - Ряшів — 99,4 MHz[44]
  - Сянік — 89,5 MHz[44]
  - Устрики-Долішні — 106,5 MHz[44]
- Радіо Еска Седльці — 96,8 MHz[45]
- Радіо Еска Стараховиці — 102,1 MHz[46] (колишня Radio MTM FM)[5]
- Радіо Еска Щецин (колишня Radio Plama)[5]
  - Щецин — 96,9 MHz
  - Свіноуйсьце — 89,2 MHz[47]
- Радіо Еска Щецинек (колишня Radio ReJa)[5]
  - Щецинек — 99 MHz[48]
  - Лобез — 106,5 MHz[48][49]
- Радіо Еска Сілезія — 99,1 MHz[50] (штаб-квартира у Сосновцю)
- Радіо Еска Тарнів — 98,1 MHz[51] (колишня Radio Maks)[5]
- Радіо Еска Тримісто (штаб-квартира у Гданську)
  - Гданськ — 94,6 MHz[52]
  - Гдиня — 90,7 MHz[52]
- Радіо Еска Торунь — 104,6 MHz[53]
- Радіо Еска Варшава — 105,6 MHz[54]
- Радіо Еска Вроцлав
  - Єленя-Гура — 90,2 MHz[55][56]
  - Вроцлав — 104,9 MHz[55]
- Радіо Еска Замостя — 97,3 MHz[57] (колишня Radio FAN FM Zamość)[5]
- Радіо Еска Зелена Гура — 105,7 MHz[58]
- Радіо Еска Жари — 106,6 MHz[59] (офіс у Зеленій Ґурі).